# 谢阁兰
謝閣蘭（法語：Victor Segalen，1878年1月14日—1919年5月21日），生于法国布雷斯特，法国海军医生、人种学學家、考古学家、文学家、诗人、探险家、艺术理论家、语言学家和文学评论學家。其作品受到尼采哲学和兰波神秘主义的影响，著有小说《天子》、《勒内·莱斯》，诗集《碑集》、《颂歌》、《西藏》，散文《画集》及《出征》等。

## 生平
谢阁兰生于法国布雷斯特，小时候喜爱文学，母亲也曾教他音乐知识。1898年后先后就读于航海卫生学校、波尔多海军医学院，曾一度厌恶学医。1902年在《法兰西水星》杂志上发表《心理联觉与象征主义学派》，不久后成为殖民舰艇上的军医。次年随船到波利尼西亚，研究毛利人的传统，准备以此题材写作诗体小说《远古人》，一年后随船回国。第二年在故乡结婚，1907年以马克斯·阿雷利的笔名出版了《远古人》一书。
1908年在巴黎东方语言学院通过了汉语考试，受到旅行家吉尔贝·瓦赞的鼓励准备去中国。1909年去了中国，写信给妻子赞美了这个国度，在天津拜会了保罗·克洛岱尔，8月起与吉尔贝骑马游历了西安、成都、汉口、南京、上海等地，留下不少游记。1910年在香港与妻子、儿子团聚，中途去了一趟日本。之后全家定居北京，开始研究中国文化。他在紫禁城外碰到了据称是太后情夫的19岁男孩莫里斯·罗瓦，以此为题材写了小说《勒内·莱斯》，还写了大量散文。1911年去东北执行医疗任务，之后回北京。1912年在北京发表了诗歌代表作《碑集》，并同吉尔贝完成了一些考古发现。1913年回国，这时已有3个孩子，之后又来了一趟中国。1914年8月赴云南考古，第一次世界大战爆发后回国。
1917年1月再次来华，写了《中国的雕刻艺术》、《汉代的丧葬艺术》和长诗《西藏》。1918年3月回到布雷斯特，身体患了重病。1919年赴阿尔及尔短暂疗养后回乡。5月21日进入家附近的埃勒葛特森林，三天后人们发现他暴毙于一个山洞中。

## 创作
在谢阁兰的作品中，汉语充当了一种“他者的语言”的角色，他要求自己的作品“从一种不存在的汉语回译到法语”。1910年，谢阁兰创作了以光绪皇帝为原型的小说《天子》，但未能写完。1912年出版的《碑集》是他的诗歌代表作，其中最早的一篇《印痕》作于1910年9月24日。初版时封面只有4个魏体汉字：“古今碑录”。该书看起来是对中国碑铭的解释，但实际上是表达自己的追求，作者说：“《碑集》可以完全摈弃其中国的源头，严格代表一种新的文学样式”。
作者对中国帝都深深迷恋，1910年，他曾给德彪西写信说：“北京才是中国，整个中华大地都凝聚在这里。然而不是所有的眼睛都看得到这一点。”《画》放弃了儒家主题，描写了历史上16个昏君和暴君，表达了对他们的赞美。1923年出版的长篇日记体小说《勒内·莱斯》融真实和想象为一体，主角是隆裕太后的情人、光绪皇帝之友，参与了不少宫廷秘密活动。散文集《出征》共28章，以旅途见闻引出自己的一些哲学思考。该书和他的其他作品一样重写中国神话，比如第20章就脱胎于陶渊明的《桃花源记》。

## 延伸阅读
- （法）谢阁兰（Segalen，Victor）著；车槿山，秦海鹰译注. 碑. 北京市：生活·读书·新知三联书店, 1993.07.
- （法）谢阁兰著；邵南，孙敏译. 诗画随笔. 上海市：上海书店出版社, 2010.06.
- （法）谢阁兰著；冯承钧译；（法）伯希和，（法）列维著；冯承钧译. 中国西部考古记. 北京市：中华书局, 2004.
- （法）谢阁兰（Segalen，V.）著；梅 斌译. 勒内·莱斯. 北京市：生活·读书·新知三联书店, 1991.12.
- （法）谢阁兰著；黄蓓译. 画&异域情调论. 上海市：上海书店出版社, 2010.06.
- （法）维克多·谢阁兰主编. 谢阁兰中国书简. 上海市：上海书店出版社, 2010.03.